# Congrés Federalista Oromo
El Congrés Federalista Oromo (Oromo Federalist Congress OPC) és un partit polític d'Etiòpia d'àmbit regional i ètnic oromo.
El 2006 una facció del Oromo Nacional Congress va iniciar converses per fer aliança amb la governamental Organització Popular Democràtica Oromo (OPDO); una part (sembla que majoritària) del partit no hi va estar d'acord i va formar una facció amb el mateix nom, però el Comitè Electoral Nacional d'Etiòpia els va obligar a canviar el nom (2008) que va passar a ser Congrés Popular Oromo. Aquest nou partit el 13 de gener del 2009 es va fusionar amb el Moviment Democràtic Federalista Oromo (OFDM) per formar el Congrés Federalista Oromo. Els seus líders principals són Merera Gudina (de l'antic OPC) i Bulcha Demeksa (de l'antic OFDM). La fusió no fou reconeguda pel Comitè Electoral Nacional d'Etiòpia el que si bé no va impedir una actuació conjunta va forçar a establir una coalició i al manteniment nominal dels dos partits. Van fer aliança amb la Unió de Forces Democràtiques Etiòpiques, i l'ARENA de l'expresident Negasso Gidada i darrerament van formar part del Medrek (Fòrum pel Diàleg Democràtic).

## Banderes
La bandera del Moviment Democràtic Federalista Oromo fou adoptada pel partit unit (després coalició) des de 2009. Una bandera similar a la de l'antic Congrés Nacional Oromo s'atribueix a vegades a l'Oromo Peoples Congrés o a l'Oromo Federalist Congress (a partir del 2010)